# Frederick Smith
Frederick Smith (30 dicembre 1805 – 16 febbraio 1879) è stato un entomologo britannico.
Dal 1849 ha lavorato nel dipartimento di zoologia del British Museum, specializzandosi sugli Hymenoptera.
Dal 1862 al 1863 è stato presidente della Entomological Society of London.
È il padre di Edgar Albert Smith (1847-1916), zoologo e malacologo.